# Parantica toxopei
Parantica toxopei is een vlinder uit de familie Nymphalidae, onderfamilie Danainae.
De wetenschappelijke naam van de soort is voor het eerst geldig gepubliceerd in 1969 door Engbert Jan Nieuwenhuis.
De soort komt alleen voor in Indonesië. Hij staat op de Rode Lijst van de IUCN als kwetsbaar.